# Municipio Casacoima
El Municipio Casacoima es uno de los 4 municipios que integran el Estado Delta Amacuro, Venezuela .

## Historia
Se tiene registro de que la Etnia Warao se instaló en el sitio alrededor del año 1790 cuando el territorio aún era una colonia española. Los españoles establecieron en el área los ahora llamados Castillos de Guayana para defender el Río Orinoco de las incursiones de Piratas y otras potencias coloniales, entre los que se pueden mencionar el Castillo de San Francisco de Asís (o Fuerte Villapol) construido entre 1678 y 1685 y el Castillo de San Diego de Alcalá (o Fuerte Campo Elías) que fue construido entre 1734 y 1747.
En 1963, un grupo de familias provenientes de distintas regiones de Venezuela se estableció en la zona con el objetivo de aprovechar los recursos naturales disponibles, marcando el inicio de un poblamiento formal en el área. Posteriormente, el 5 de enero de 1966, fue creada la última división territorial del entonces territorio federal Delta Amacuro, con capital en el poblado de Sierra Imataca.
Tras la elevación del Delta Amacuro a la categoría de estado en 1992, el territorio fue oficialmente reconocido como municipio autónomo el 20 de julio de 1994, en el marco del proceso de descentralización administrativa promovido por la Constitución de 1989. Finalmente, en 1995 se celebraron las primeras elecciones municipales, consolidando su institucionalidad y autogobierno local.
La parroquia 5 de julio que se disputaban el Municipio Casacoima del Estado Delta Amacuro y el Municipio Caroni del Estado Bolívar fue asignada finalmente al Municipio Caroni por decisión del Tribunal Supremo de Justicia.

## Geografía
Limita al norte con el Municipio Tucupita y el estado Monagas, al sur con el estado Bolívar, al este con el Municipio Antonio Díaz y al oeste con el estado Bolívar y estado Monagas. El Municipio Casacoima posee una superficie de 2.920,69 km² y una población de 29 555 habitantes (censo 2011). Su capital es la localidad de Sierra Imataca. Este municipio está dividido en cuatro parroquias, Imataca, Juan Bautista Arismendi, Manuel Piar y Rómulo Gallegos. Entre las principales actividades económicas destacan el turismo orientado principalmente a la Reserva Forestal Imataca que ocupa la mayor parte del territorio del municipio, la ganadería, la pesca y la agricultura.

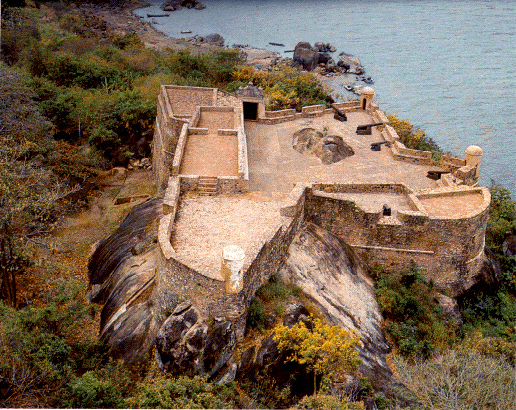
Castillo de San Francisco de Asís (Fuerte Villapol) en la Parroquia Manuel Piar

### Parroquias
| Parroquia               | Superficie | Población  | Capital        |
| ----------------------- | ---------- | ---------- | -------------- |
| Imataca                 | 870,5 km²  | 7.965 hab  | Sierra Imataca |
| Juan Bautista Arismendi | 700 km²    | 3.490 hab  | Piacoa         |
| Manuel Piar             | 146,6 km²  | 17.492 hab | El Triunfo     |
| Rómulo Gallegos         | 775,7 km²  | 2.744 hab  | Santa Catalina |

## Política y gobierno

### Alcaldes
| Período     | Alcalde            | Partido político / Alianza | % de votos | Notas |
| ----------- | ------------------ | -------------------------- | ---------- | --- |
| 1995 - 2000 | Arsenio González   | AD                         | -          | Primer alcalde bajo elecciones directas (se realizaron elecciones generales adelantadas en el 2000 debido a la aprobación de la Constitución de 1999) |
| 2000 - 2004 | Virval José Flores | MAS                        | 32,95      | Segundo alcalde bajo elecciones directas |
| 2004 - 2008 | Pedro Santaella    | PASR                       | 21,56      | Tercer alcalde bajo elecciones directas |
| 2008 - 2013 | José Santaella     | PSUV                       | 56,54      | Cuarto alcalde bajo elecciones directas (se postergan 1 año las elecciones municipales pautadas para finales del 2012)                                |
| 2013 - 2017 | Edgar Guzmán       | MOPIVENE                   | 53,71      | Quinto alcalde bajo elecciones directas |
| 2017 - 2021 | Edgar Guzmán       | PSUV                       | 53,74      | Reelecto |
| 2021 - 2025 | Edgar Guzmán       | PSUV                       | 55,12      | Reelecto |

### Concejo municipal
Período 1995 - 2000
| Concejales:       | Partido político / Alianza |
| ----------------- | -------------------------- |
| Osvet Quijada     | AD                         |
| Fernando Villegas | AD                         |
| Alexis González   | AD                         |
| Ramón Martínez    | RENACE                     |
| Narciso Mata      | MAS                        |

Período 2000 - 2005
| Concejales:    | Partido político / Alianza |
| -------------- | -------------------------- |
| Maria López    | MAS                        |
| Narciso Mata   | MAS                        |
| Edgar Rondón   | MVR                        |
| Cesar Zambrano | MVR                        |
| Graciela Baeza | ACIW                       |

Período 2005 - 2013
| Concejales:    | Partido político / Alianza |
| -------------- | -------------------------- |
| Maria López    | MVR                        |
| Yaisys Farfán  | MVR                        |
| Edgar Rondón   | MVR                        |
| Narciso Mata   | MVR                        |
| José Santaella | MVR                        |
| Auber Rios     | PASR                       |
| Graciela Baeza | (Representación Indígena)  |

Período 2013 - 2018 
| Concejales      | Partido político / Alianza |
| --------------- | -------------------------- |
| Javier González | MOPIVENE                   |
| Isidro Fajardo  | MOPIVENE                   |
| Ytier Gómez     | MOPIVENE                   |
| César Prieto    | MOPIVENE                   |
| Elguin Antoima  | MOPIVENE                   |
| Eusebia López   | PSUV                       |
| Desiree Fuente  | (Representación Indígena)  |

Periodo 2018 - 2021
| Concejales        | Partido político / Alianza |
| ----------------- | -------------------------- |
| Milta Antoina     | PSUV                       |
| Bladimir Silva    | PSUV                       |
| José Ramírez      | PSUV                       |
| Yolibeth González | PSUV                       |
| Hector Sosa       | PSUV                       |
| Mileydis Leiva    | PSUV                       |
| Hilda Báez        | (Representación Indígena)  |

Periodo 2021 - 2025
| Concejales:    | Partido político / Alianza |
| -------------- | -------------------------- |
| Enelvis Ramos  | PSUV                       |
| Keila Pino     | PSUV                       |
| Yessica Diaz   | PSUV                       |
| Mileydis Leiva | PSUV                       |
| Nelson Moya    | PSUV                       |
| Juan Rodriguez | SPV                        |
| Humberto Pinto | (Representación indígena)  |